# Гомерски, Хуберт
Хуберт Гомерски (нем. Hubert Gomerski; 11 ноября 1911, Ашаффенбург, Германская империя — 28 декабря 1999, Франкфурт-на-Майне, Германия) — унтершарфюрер СС, принимавший участие в реализации программы эвтаназии T-4 и Операции Рейнхард.

## Биография
Хуберт Гомерски родился 11 ноября 1911 года в Швайнхайме и был шестым ребёнком в семье мастера цеха на машиностроительном заводе. Через год после его рождения семья переехала во Франкфурт-на-Майне. После окончания народной школы с 1924 по 1927 год изучал ремесло токаря по металлу и сдал экзамен на звание подмастерье. Гомерски работал по специальности на различных франкфуртских предприятиях, пока в 1931 года не получил постоянную должность в компании Messer. 
В 1925 году был принят в молодёжную организацию нацистской партии Гитлерюгенд. 1 декабря 1931 года вступил в НСДАП (билет № 760774) и СС. В ноябре 1939 года был призван в вермахт, но поскольку к тому времени Гомерски не прошел базовую военную подготовку, он был направлен на службу в отряды СС «Мёртвая голова» в Кракове. В январе 1940 года был переведён в полицейское подразделение в Берлин. В апреле или мае 1940 года Гомерски было приказано явиться в офис на улице Тиргартенштрассе 4 в Берлине, где ему сообщили о выполнении «специального задания» в рамках программы эвтаназии T-4. Впоследствии Гомерски был переведён в центр умерщвления в замке Хартхайм в Австрии, где изначально занимался канцелярской работой, а позже — сжиганием трупов в крематории. Через несколько месяцев работы был переведён в другой центр умерщвления, расположенный в Хадамаре, где снова занялся сжиганием трупов.
В начале апреля 1942 года получил приказ вернуться в Берлин. В казармах СС Гомерски выдали оружие и форму и после прививки вместе с другими эсэовцами отправили в Люблин. Там был собран персонал для лагерей смерти в рамках Операции Рейнхард по систематическому уничтожению евреев и цыган в польском генерал-губернаторстве. С конца апреля 1942 года служил в лагере смерти Собибор, где контролировал группу заключённых, работавших в лесу. Он считался жестоким среди заключённых: «Гомерски убивал заключённых палкой, в которой были вставлены гвозди». Во время восстания в Собиборе в октябре 1943 года Гомерски находился в отпуске. 
После окончания операции Рейнхард Гомерски в конце октября 1943 года был переведён в Триест в оперативную зону Адриатического побережья. Там он был членом ««особого отдела R», занимавшимся уничтожением евреев, конфискацией еврейского имущества и борьбой с партизанами. В связи с приближающимся окончанием войны в конце апреля 1945 года подразделения «особого отдела R» были выведены из Северной Италии, и Гомерски прибыл в Германию.
В мае 1945 года был арестован американскими войсками близ Розенхайма и помещен в лагерь для интернированных лиц. 21 марта 1947 года был оправдан по обвинению в пособничестве в убийстве на Хадамарском процессе. 2 июля 1947 года был освобождён и устроился на работу шофёром. 19 октября 1949 года был вновь арестован. На основании свидетельств бывшего шарфюрера СС Йозефа Хиртрайтера, арестованного в 1946 году и приговорённого в 1951 году к пожизненному заключению, прокуратура Франкфурта-на-Майне провела расследование в отношении Гомерски и Иоганна Клира, который также служил в Собиборе. Предметом судебного разбирательства было участие в массовых убийствах в Собиборе. В частности, это относилось к отбору новоприбывших заключённых в газовую камеру, избиению и расстрелам евреев. 25 августа 1950 года земельный суд во Франкфурте-на-Майне огласил приговор: Иоганн Клир был оправдан, Гомерски был приговорён к пожизненному заключению в тюрьме строгого режима по обвинению в убийстве неопределённого количества людей. Отбывал наказание в тюрьме в Буцбахе. В 1972 году в ходе кассационного производства приговор был отменён Федеральным верховным судом ФРГ, и 12 декабря 1972 года Гомерски вышел на свободу. 8 июля 1977 года суд присяжных во Франкфурте за пособничество в убийстве 150 000 человек приговорил Гомерски к 15 годам заключения с учётом ранее отбытого срока. 18 января 1980 года этот приговор тоже был отменён Федеральным верховным судом. 16 ноября 1981 года судебная коллегия во Франкфурте-на-Майне отложила новое судебное разбирательство из-за предполагаемой недееспособности обвиняемого. После получения медицинского заключения 10 октября 1983 года дело было прекращено. Дело было окончательно закрыто 9 мая 1984 года.